# Корбыш
Корбыш — река в России, протекает по Сокольскому району Вологодской области. Устье реки находится в 70 км от устья Двиницы по левому берегу. Длина реки составляет 20 км.

## Течение
Исток реки находится в 6 км на северо-восток от Воробьёво и в 54 км к северо-востоку от города Сокол. Корбыш течёт в верхнем течении на юго-восток, потом поворачивает на юг, затем на запад и непосредственно перед устьем — снова на юг. Крупных притоков нет. В верхнем течении в непосредственной близости от реки находятся несколько малых и покинутых деревень Чучковского сельского поселения, в частности Агафоново, Боярское, Яковково, Прудовка, Кувшиново, Овсянниково и Третьяково. В нижнем течении на реке деревня Дюрбениха, при впадении Корбыша в Двиницу стоят деревни Большие Ивановские и Щекотово(все — Сельское поселение Воробьёвское).

## Данные водного реестра
По данным государственного водного реестра России относится к Двинско-Печорскому бассейновому округу, водохозяйственный участок реки — Северная Двина от начала реки до впадения реки Вычегда, без рек Юг и Сухона (от истока до Кубенского гидроузла), речной подбассейн реки — Сухона. Речной бассейн реки — Северная Двина.
Код объекта в государственном водном реестре — 03020100312103000007193.